# Palaeonisciformes
Die Palaeonisciformes sind eine ausgestorbene, langlebige Gruppe urtümlicher Knochenfische aus der Klasse der Strahlenflosser (Actinopterygii). Sie lebten vom Unterdevon bis zur Unterkreide.

## Merkmale
Sie waren Raubfische mit großer Maulspalte, spitzen Zähnen und großen, weit vorn sitzenden Augen. Die Schuppen der Palaeonisciformes bestanden aus drei Schichten, unten geschichteter Knochen, in der Mitte Dentin, das von Poren durchzogen war und außen Zahnschmelz. Die Wangenknochen waren bei primitiven Formen zusammengewachsen.
Der Schwanz war heterocerk, bei jüngeren Formen war der obere Schwanzflossenlobus allerdings fast gleich groß wie der untere. Die Flossenstrahlen sind verzweigt und ähneln Schuppen.
Im Laufe ihrer Evolution ähnelte die Morphologie mehrerer Seitenzweige der Palaeonisciformes immer mehr der primitiver Neopterygii.

## Etymologie
(griech.) palai(o)- „alt-, ur-“, oniskos (= lat. asellus) „Eselein“, auch Namen verschiedener beliebter Speisefische, z. B. Lipp- und Papageifische (auch im Mittelalter und Humanismus).

## Systematik

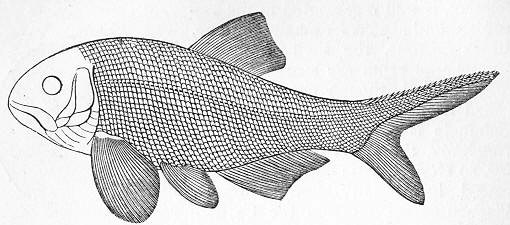
Amblypterus macropterus

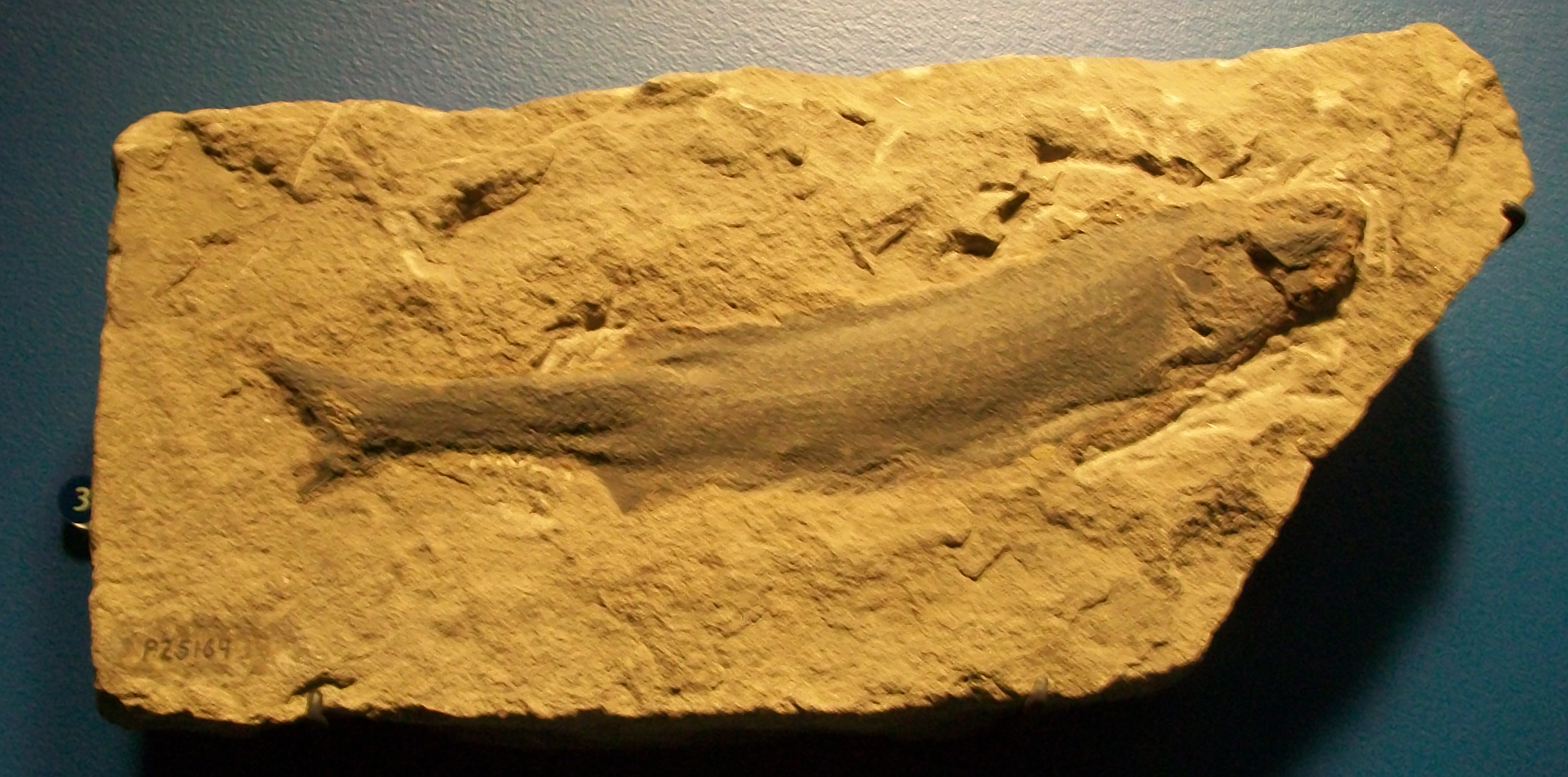
Gonatodus brainerdi

- Aeduellidae
- Aesopichthyidae
- Acrolepidae
- Amblypteridae
- Birgeriidae
- Commentryidae
- Elonichthyidae
- Palaeoniscidae
- Pygopteridae
- Rhadinichthyidae
- Stegotrachelidae
- und viele weitere